# Boy Swallows Universe
Boy Swallows Universe ist eine sieben Folgen umfassende Mystery-Miniserie, die im Januar 2024 in das Programm von Netflix aufgenommen wurde. Die Serie basiert auf dem gleichnamigen, semibiografischen Coming-of-Age-Roman von Trent Dalton.

## Handlung

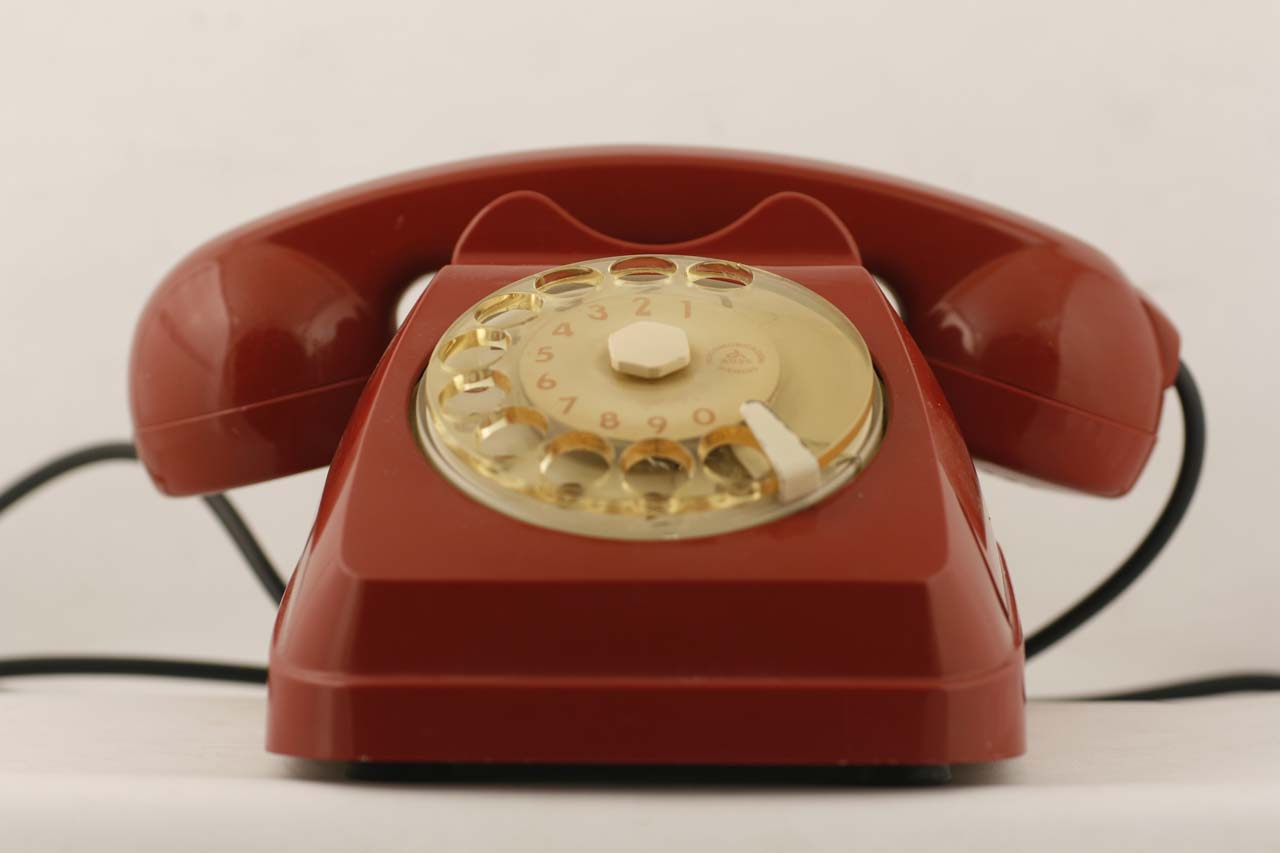
Eli entdeckt in einem Raum unter dem Haus seiner Familie ein rotes Telefon mit einer Wählscheibe

Im Jahr 1985 in einem Vorort der australischen Großstadt Brisbane. Eli Bell wächst in einer zerrütteten Familie auf. Frankie, die Mutter des 12-Jährigen, ist ein Junkie und sitzt im Gefängnis Boggo Road eine vierjährige Haftstrafe ab. Sein älterer Bruder Gus hat seit seinem achten Lebensjahr kein Wort mehr gesprochen, und ihr Stiefvater Lyle ist ein Drogendealer.
Als der Junge in einem Raum unter dem Haus seiner Familie ein rotes Telefon mit einer Wählscheibe entdeckt und über dieses einen Anruf erhält, ist er plötzlich in der Lage, seine Mutter vor den Gefahren, die von der Unterwelt Brisbanes ausgehen, zu beschützen.

## Figuren und Besetzung
| Schauspieler            | Rolle                  | Hauptrolle (Folgen) | Rollenbeschreibung                                              | Synchronsprecher        |
| ----------------------- | ---------------------- | ------------------- | --------------------------------------------------------------- | ----------------------- |
| Zac Burgess             | Eli Bell               | 1.06–1.07           |                                                                 | Marco Eßer              |
| Felix Cameron           | Eli Bell als Junge     | 1.01–               | ein Junge mit viel Fantasie und großer Beobachtungsgabe         | Melina Witez            |
| Christopher James Baker | Ivan Kroll             | 1.01–               | ein kaltblütiger Kartellhandlanger                              | Jan Makino              |
| Phoebe Tonkin           | Frances „Frankie“ Bell | 1.01–               | Elis Mutter                                                     | Bianca Krahl            |
| Lee Tiger Halley        | Gus Bell               | 1.01–               | Elis schweigsamer Bruder                                        | Philip Süß              |
| Travis Fimmel           | Lyle Orlik             | 1.01–               | Elis Stiefvater                                                 | Björn Schalla           |
| Jordy Campbell          | Bobby Linyette         | 1.01–               |                                                                 | Tom Ferenc              |
| Eloise Rothfield        | Shelly Huffman         | 1.01–               |                                                                 | Emily Hinze             |
| Zachary Wan             | Darren Dang            | 1.01–               |                                                                 | Tobias John von Freyend |
| Millie Donaldson        | Shelly Huffman (alt)   |                     |                                                                 |                         |
| Simon Baker             | Robert Bell            |                     | Elis leiblicher Vater                                           | Marcus Off              |
| Bryan Brown             | Slim Halliday          |                     | ein verurteilter Mörder und Elis Mentor                         | Joachim Tennstedt       |
| Anthony LaPaglia        | Tytus Broz             |                     | ein Millionär und Besitzer einer Fabrik für Gliedmaßenprothesen | K. Dieter Klebsch       |

## Literarische Vorlage
Die Fernsehserie basiert auf dem semibiografischen Coming-of-Age-Roman Boy Swallows Universe von Trent Dalton. In dem Buch hat Eli Bell seinen Vater verloren, während die Mutter im Gefängnis ist und sein Stiefvater als Drogendealer sein Geld verdient.

## Entstehung

### Regie und Drehbuch
Daltons Roman wurde von John Collee für die Serie adaptiert. Bharat Nalluri, bekannt für Filme wie The Crow III – Tödliche Erlösung und Charles Dickens: Der Mann, der Weihnachten erfand, führte bei zwei Folgen Regie, Jocelyn Moorhouse bei drei und Kim Mordaunt bei zwei Folgen.

### Casting und Synchronisation
Felix Cameron, der in der Titelrolle Eli Bell als Kind spielt, ist bekannt für seine Rolle in Beflügelt – Ein Vogel namens Penguin Bloom von Glendyn Ivin, in dem er den Filmsohn von Naomi Watts und Andrew Lincoln spielte. Etwas älter wird Eli von Zac Burgess gespielt, der zuletzt in sechs Folgen der Fernsehserie One Night in der Rolle von Jason zu sehen war. Phoebe Tonkin spielt seine Mutter Frances „Frankie“ Bell, Lee Tiger Halley Elis schweigsamen Bruder Gus, Travis Fimmel ihren Stiefvater Lyle Orlik und Simon Baker ihren leiblichen Vater Robert. Anthony LaPaglia spielt den Millionär und Besitzer einer Fabrik für Gliedmaßenprothesen namens Tytus Broz. Christopher James Baker ist in der Rolle des kaltblütigen Kartellhandlangers Ivan Kroll zu sehen.
Die deutsche Synchronisation entstand nach einem Dialogbuch und der Dialogregie von Rebecca Völz im Auftrag der VSI Synchron GmbH in Berlin.

### Dreharbeiten

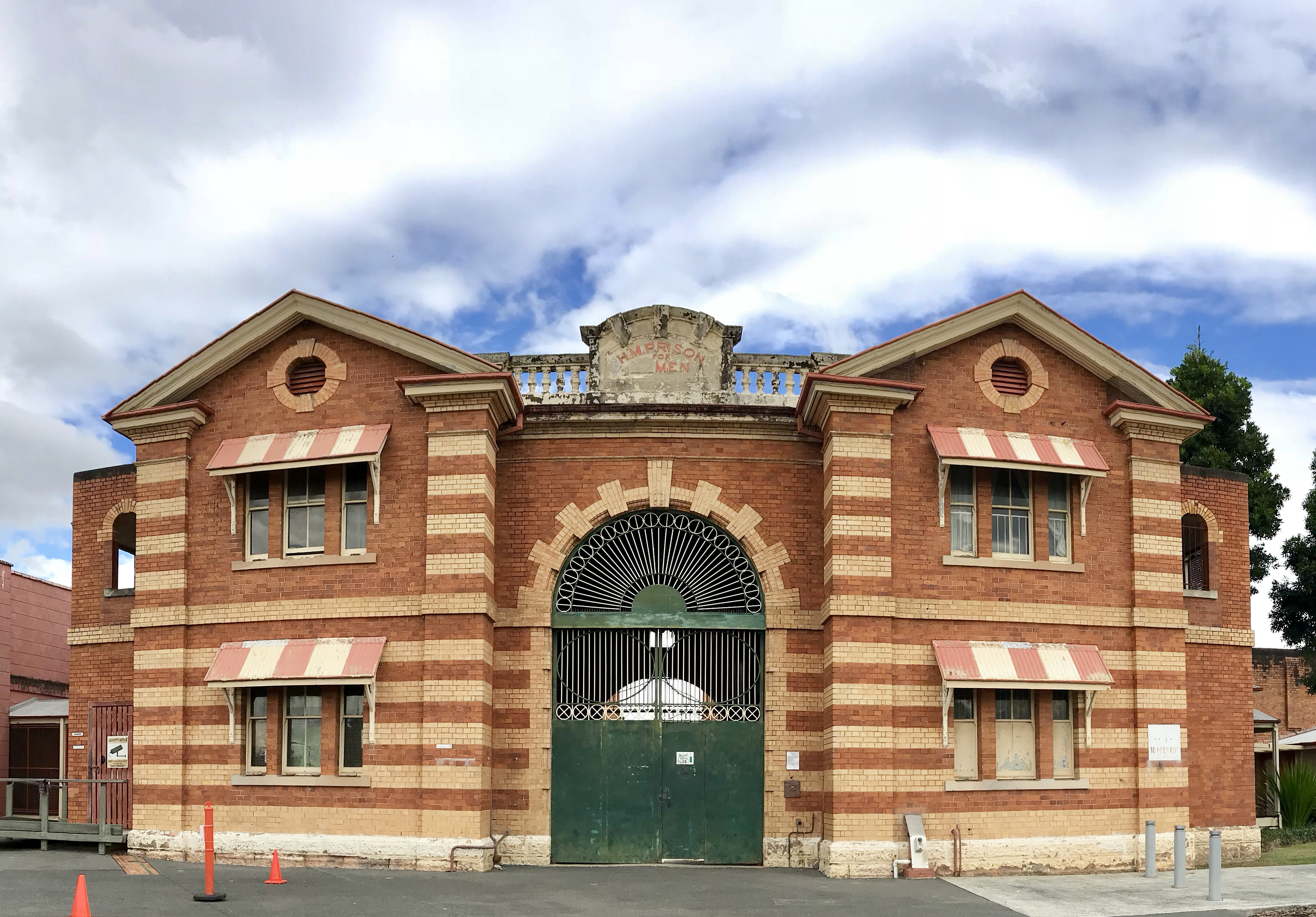
Einer der Handlungs- und Drehorte: das frühere Gefängnis Boggo Road in Brisbane

Einer der Handlungs- und Drehorte ist das frühere Gefängnis Boggo Road in Brisbane. Es ist in einer Folge von Bedeutung, als es dem 13-jährigen Eli am Weihnachtstag gelingt, in das Gefängnis einzubrechen, nur um seine Mutter sehen zu können. Die Dreharbeiten in Brisbane wurden im August 2022 begonnen, fanden in ihrem weiteren Verlauf in den Screen Queensland Studios in Brisbane-Hemmant statt und wurden im Dezember 2022 beendet. Als Kameraleute fungierten Shelley Farthing-Dawe und Mark Wareham.

### Musik
Die Musik für die Serie komponierten Gabriel Isaac Mounsey und der teilweise in Berlin lebende und arbeitende Australier Johnny Klimek.

## Veröffentlichung
Boy Swallows Universe wurde am 11. Januar 2024 in das Programm von Netflix aufgenommen. Im November 2024 wurde die Folge Boy Smells Rat bei Camerimage vorgestellt.

## Episodenliste
| Nr. | Deutscher Titel          | Originaltitel    | Erstausstrahlung USA | Deutschsprachige Erstausstrahlung (—) | Regie             | Drehbuch    |
| --- | ------------------------ | ---------------- | -------------------- | ------------------------------------- | ----------------- | ----------- |
| 1   | Junge riecht Lunte       | Boy Smells Rat   | 11. Jan. 2024        | –                                     | Bharat Nalluri    | John Collee |
| 2   | Junge unterm Messer      | Boy Gets Chop    | 11. Jan. 2024        | –                                     | Bharat Nalluri    | John Collee |
| 3   | Lauf, Junge, lauf        | Run Boy Run      | 11. Jan. 2024        | –                                     | Jocelyn Moorhouse | John Collee |
| 4   | Junge verliert Vater     | Boy Loses Dad    | 11. Jan. 2024        | –                                     | Jocelyn Moorhouse | John Collee |
| 5   | Junge macht einen Abflug | Boy Takes Flight | 11. Jan. 2024        | –                                     | Jocelyn Moorhouse | John Collee |
| 6   | Junge sucht Arbeit       | Boy Seeks Work   | 11. Jan. 2024        | –                                     | Kim Mordaunt      | John Collee |
| 7   | Junge findet Ende        | Boy Meets End    | 11. Jan. 2024        | –                                     | Kim Mordaunt      | John Collee |

## Rezeption

### Kritiken
Von den bei Rotten Tomatoes aufgeführten Kritiken sind 90 Prozent positiv.

### Auszeichnungen
AACTA Awards 2025
- Nominierung als Beste Miniserie
- Nominierung als Beste Hauptdarstellerin – Drama (Phoebe Tonkin)
- Nominierung als Bester Hauptdarsteller – Drama (Zac Burgess)
- Nominierung als Bester Hauptdarsteller – Drama (Felix Cameron)
- Nominierung für die Beste Kamera (Shelley Farthing-Dawe, Folge 4)
- Nominierung für die Beste Kamera (Mark Wareham, Folge 6)
- Nominierung für den Besten Schnitt (Mark Perry)
- Nominierung für die Beste Musik (Johnny Klimek und Gabriel Isaac Mounsey)
- Nominierung für das Beste Szenenbild (Michelle McGahey)
- Nominierung für die Besten Kostüme (Kerry Thompson)
- Nominierung für den Besten Ton (Sam Hayward)[18]

Australian Directors Guild Awards 2024
- Nominierung für die Beste Regie – Miniserie (Bharat Nalluri)[19]

Camerimage 2024
- Nominierung für den Goldenen Frosch im TV Series Competition (Bharat Nalluri und Shelley Farthing-Dawe)

Casting Guild of Australia Awards 2024
- Auszeichnung für das Beste Casting – Fernsehfilm / Miniserie (Nikki Barrett)
- Auszeichnung in die CGA Rising Stars (Felix Cameron)
- Auszeichnung in die CGA Rising Stars (Lee Tiger Halley)[20]